# Werner Ruhner
Werner Ruhner (* 27. Mai 1922 in Meerane; † 23. Dezember 1999 in Leipzig) war ein deutscher Grafiker und Illustrator.

## Leben und Werk
Von 1936 bis 1939 absolvierte Ruhner eine Lehre als Dekorationsmaler. Dann wurde er zum Reichsarbeitsdienst und zur Wehrmacht einberufen und nahm am Zweiten Weltkrieg teil. Von 1948 bis 1952 studierte er bei Walter Arnold, Heinz Eberhard Strüning und Elisabeth Voigt an der Hochschule für Grafik und Buchkunst Leipzig. Dann hatte er dort bis 1987 eine Dozentur.
Auf der Dritten Deutschen Kunstausstellung war Ruhner mit zwei handwerklich anspruchsvollen, aber offen propagandistischen Grafiken vertreten. Ruhner gehörte in der DDR zu den meistbeschäftigten Buchillustratoren. Er arbeitete unter anderem für die Verlage Neues Leben, Kultur und Fortschritt, Aufbau und den Kinderbuchverlag. Der früheste Eintrag im Katalog der Deutschen Nationalbibliothek stammt von 1957 – ein Heft der Reihe Das neue Abenteuer (Das Lächeln der Simone Gruteau von Kurt Herwarth Ball).
Ruhner lebte zeitweilig in Borsdorf bei Leipzig und in Grimma.
Er war von 1952 bis 1990 Mitglied des Verbands Bildender Künstler der DDR.

## Werke (Auswahl)

### Druckgrafik
- 8. Mai 1945 (Aquatinta-Radierung, 96 × 74 cm; 1953 auf der Dritten Deutsche Kunstausstellung)[2]
- Karl Marx in seinem Arbeitszimmer in London (Aquatinta-Radierung, 58 × 70 cm; 1953 auf der Dritten Deutsche Kunstausstellung)[3]

### Buchillustrationen
- Juri Rytchëu: Abschied von den Göttern. Verlag Kultur und Fortschritt, 1960.
- Susanna Georgijewskaja: Vater ist der Sünder. Verlag Kultur und Fortschritt, 1961.
- Richard Groß: Der Mann aus dem anderen Jahrtausend. Verlag Neues Leben, Berlin 1961.
- L. M. Pařízek: Der Fluß der Zauberer, Berlin 1966[4].
- Herbert Friedrich: Die Eissee – Die letzte Reise des Willem Barents. Verlag Neues Leben, Berlin 1968.
- Heinrich Mann: Der Unbekannte. Aufbau-Verlag, Berlin und Weimar 1971. (acht Federzeichnungen)
- Karl-Heinz Tuschel: Der purpurne Planet. Verlag Neues Leben, Berlin 1971.
- Klaus Frühauf: Stern auf Nullkurs. Verlag Neues Leben, Berlin 1979.
- Klaus Frühauf: Mutanten auf Andromeda. Verlag Neues Leben, Berlin 1980.
- Georg Piltz: Schlösser sah ich und Türme. Historische Kunstlandschaften unserer Heimat. Verlag Neues Berlin 1980.
- Peter Lorenz: Quarantäne im Kosmos. Verlag Neues Leben, Berlin 1981.
- Horst Czerny: Polstürmer. Von Siegern und Besiegten im ewigen Eis. Verlag Neues Leben, Berlin 1986.
- Peter Kaiser, Norbert Moc und Heinz-Peter Zierholz: Ein schöner Sarg und keine Leiche. Verlag Tribüne, Berlin 1987.

## Ausstellungsbeteiligungen (Auswahl)
- 1951: Berlin („Internationale Kunstausstellung“ zu den 3. Weltfestspielen der Jugend und Studenten)

- 1953, 1962/1963, 1967/1968: Dresden, Deutsche Kunstausstellungen

- ab 1956: Leipzig, sieben Bezirkskunstausstellungen
- 1967: Bratislava, Illustrations-Biennale

- 1969: Berlin („Buchkunst in der DDR“)
- 1972: Bologna, 6. Illustratorenschau

- 1975: Berlin („Für Kinder gemalt“)

- 1979: Berlin („Buchillustrationen in der DDR“)